# 劉交
劉 交（りゅう こう、? - 紀元前179年）は、劉邦（前漢の高祖）の異母弟。劉太公（劉煓）の末子。字は游。楚王に封じられた。諡号は元王。

## 人物

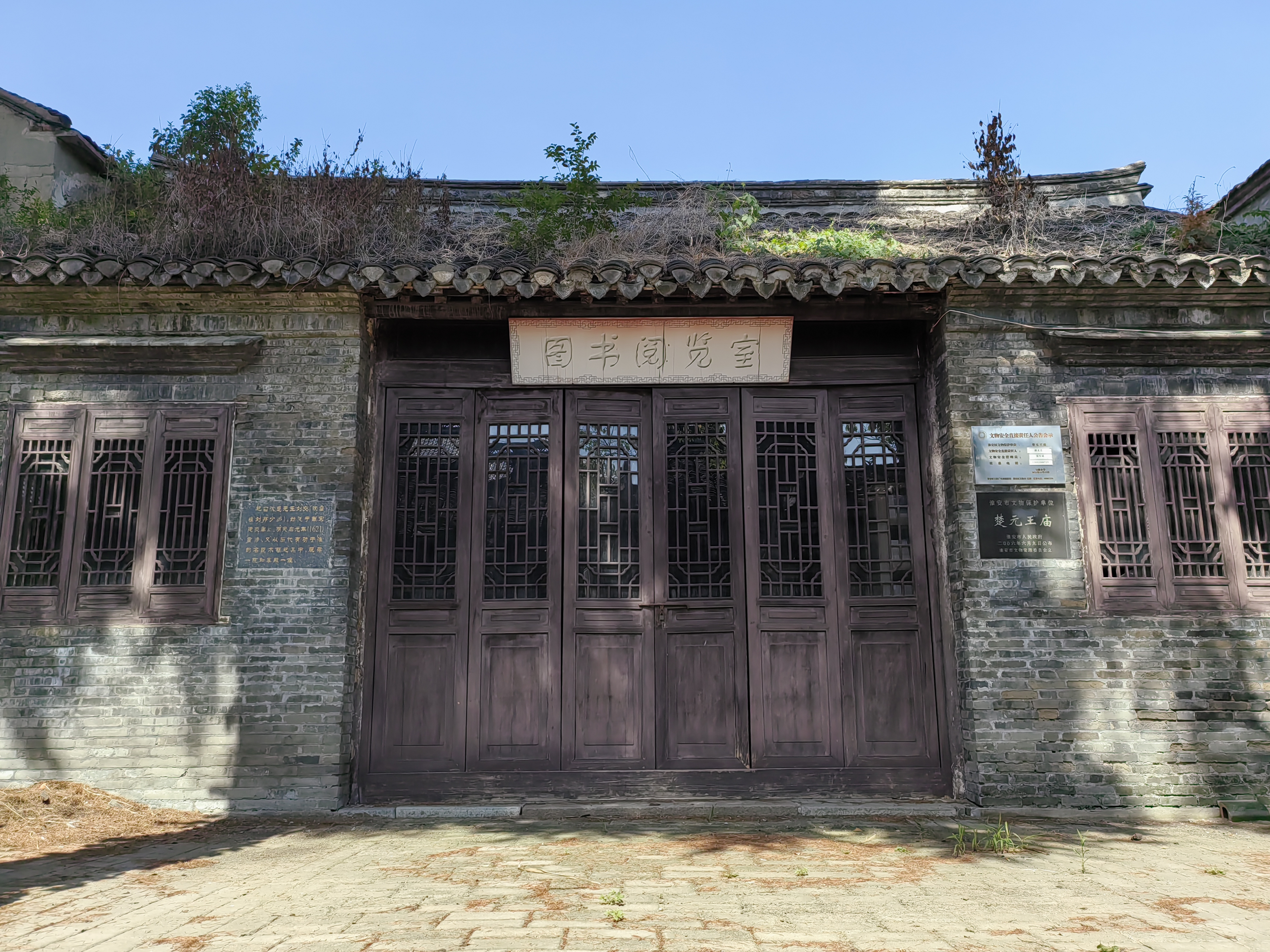
中華人民共和国江蘇省淮安市にある楚元王廟

劉交は劉邦とは違い、儒学（詩経）を学んだ。秦に対して反乱を起こした劉邦に従軍し、盧綰と共に劉邦の側近を務め、劉賈とともに別働隊ともなった。高祖6年（紀元前201年）、謀反の罪で失脚して楚王から淮陰侯に落とされた韓信の後任として、その旧領土を南北に分割したうちの北部に楚王として封じられる。高祖11年（紀元前196年）、淮南王英布が反乱を起こした際に、荊王劉賈を破った英布と戦い、敗れた。
若い頃に儒学を学んだことから、儒者を重用したことで知られる。
劉交の子孫に、前漢末期の碩学として知られる劉向・劉歆父子、魏の楽浪太守の劉茂、劉茂の子孫で東晋の政治家の劉隗と劉牢之と唐の劉知幾などがおり、南朝宋の劉裕（高祖・武帝）も劉交の末裔を自称していた。

## 宗室

### 子
- 世子 劉辟非（早世）
- 夷王 劉郢客
- 文王 劉礼（甥の楚王劉戊の後を継ぐ）
- 紅懿侯 劉富
- 沈猶夷侯 劉歳
- 宛朐侯 劉埶
- 棘楽敬侯 劉調